# Bandeira da República Socialista Soviética Carelo-Finlandesa

Bandeira da República Socialista Soviética Carelo-Finlandesa

Bandeira da República Socialista Soviética Carelo-Finlandesa, de 1940 a 1953

A Bandeira da República Socialista Soviética Carelo-Finlandesa foi adotada pela RSS Carelo-Finlandesa em 1953.
Antes dessa, a bandeira era vermelha com um foice e martelo dourados no canto do alto, à esquerda, e os caracteres em alfabeto latino (Karjalais-Suomalainen Sosialistinen Neuvostotasavalta) com Карело-Финская ССР (Карело-Финская Советская Социалистическая Республика) abaixo da foice e martelo, na fonte serifa dourada. 
Uma proposta, de 1947, retratava a obrigação do mesmo desígnio como a bandeira adotada em 1953, exceto com as abreviações K.-S.S.N.T. e К.-Ф.С.С.Р. em dourado em uma fonte serifa abaixo da foice e martelo dourados. 

## Relações externas
- Bandeiras da República Socialista Soviética Carelo-Finlandesa (em inglês)